# Muzeum Misyjne OO. Franciszkanów w Katowicach
Muzeum Misyjne OO. Franciszkanów w katowickiej dzielnicy Panewniki umiejscowione przy klasztorze OO. Franciszkanów, gromadzące dokumentację, fotografie oraz eksponaty z misji zagranicznych górnośląskiej prowincji zakonu.
Nową salę wystawienniczą otwarto za prowincjałatu o. Józef Czura OFM 30 października 2003. W muzeum prezentowane są zbiory rękodzielnictwa i sztuki ludowej przywiezione przez franciszkańskich misjonarzy pochodzących z Górnego Śląska. Obejmują one przedmioty przywiezione z: Boliwii, Republiki Centralnej Afryki, Tanzanii, Maroka, Ziemi Świętej, Rosji i innych krajów byłego Związku Radzieckiego (Ukraina, Białoruś i Estonia).
W muzeum prezentowane są również filmy o tematyce misyjnej.